# Handsktjärnen
Handsktjärnen är en sjö i Gagnefs kommun i Dalarna och ingår i Dalälvens huvudavrinningsområde. Sjön har en area på 0,127 kvadratkilometer och ligger 219,8 meter över havet.

## Delavrinningsområde
Handsktjärnen ingår i det delavrinningsområde (671038-143368) som SMHI kallar för Utloppet av Dammsjön. Medelhöjden är 258 meter över havet och ytan är 13,47 kvadratkilometer. Räknas de 3 avrinningsområdena uppströms in blir den ackumulerade arean 55,09 kvadratkilometer. Fänan som avvattnar avrinningsområdet har biflödesordning 3, vilket innebär att vattnet flödar genom totalt 3 vattendrag innan det når havet efter 279 kilometer. Avrinningsområdet består mestadels av skog (57 procent) och sankmarker (21 procent). Avrinningsområdet har 1,64 kvadratkilometer vattenytor vilket ger det en sjöprocent på 12,1 procent.